# Michael Bailey Smith
Michael Bailey Smith (ur. 2 listopada 1957) – amerykański aktor i kierownik do spraw rozwoju, okazjonalnie kaskader. Znany jest głównie z serialu Czarodziejki, w którym grał kilka demonów. Wystąpił także w roli Bena Grimma w niewydanym filmie pt. Fantastyczna Czwórka.

## Filmografia
- 1989: Koszmar z ulicy Wiązów V: Dziecko snów jako Super Freddy
- 1992: Kryptonim: Alexa jako Vlad
- 1993: Renegat jako PJ Butler
- 1994: Cyborg 3 jako Donovan
- 1994: Fantastyczna Czwórka jako Ben Grimm
- 1995: Najlepsi z najlepszych III: Bez odwrotu jako Tiny
- 1995: Babilon 5 jako G'Dok
- 1995–1996: Murphy Brown jako sekretarz#74
- 1996: The Drew Carey Show jako wielki facet
- 1996: Skrzydła jako Jaffra
- 1998: Diagnoza morderstwo jako strażnik#1
- 1999: Mój przyjaciel Marsjanin jako duży strażnik
- 1999: Z Archiwum X jako strażnik
- 2000: VIP jako Tomahawk
- 2000: Buffy: Postrach wampirów jako Toth
- 2000–2001: Nash Bridges jako Żelazny Mike Willis
- 2000–2002: Czarodziejki jako:
  - Belthazar,
  - Janor,
  - Shax,
  - Grimlock
- 2001: Wbrew regułom jako George
- 2002: Zwariowany świat Malcolma jako trener
- 2002: Babski oddział jako Skull Corbett
- 2002: Uziemieni jako Jack
- 2002: Faceci w czerni II jako Creepy
- 2002: Mistrz kamuflażu jako wspólnik
- 2003: Agent w spódnicy jako Lucius Winter
- 2003: Skazany na piekło jako Valia
- 2004: Oliver i przyjaciele jako Mauler Madson
- 2005: Życie na fali jako Joe
- 2005: Gotowe na wszystko jako Bob
- 2006: Minkey detektyw jako Hugo
- 2006–2007: Na imię mi Earl jako skinhead
- 2007: Wzgórza mają oczy 2 jako Hades
- 2010: Dni naszego życia jako Bernie
- 2011: Chuck jako Vlad
- 2011: Para królów jako Zadoc
- 2011: Dr House jako Sullivan
- 2011: Dwóch i pół jako Dave
- 2012: Southland jako Bobby Bedford
- 2012: Shameless – Niepokorni jako facet w sukience
- 2015: Czarno to widzę jako ochroniarz